# Callulops wilhelmanus
Callulops wilhelmanus es una especie de anfibio anuro de la familia Microhylidae.

## Distribución geográfica
Esta especie es endémica de Papua Nueva Guinea. Su distribución es en tierras altas montañosas. Está presente entre los 2230 y 3400 m.

## Descripción
Callulops wilhelmanus mide aproximadamente 50 mm de largo. Su dorso es gris pizarra y su vientre más ligero.

## Etimología
El nombre de su especie le fue dado en referencia al lugar de su descubrimiento, el Monte Wilhelm.

## Publicación original
- Loveridge, 1948 : New Guinean Reptiles and Amphibians in the Museum of Comparative Zoölogy and United States National Museum. Bulletin of the Museum of Comparative Zoology at Harvard College, vol. 101, n.º 2, p. 305-430[6]